# Sofia Saïdi
Pour les articles homonymes, voir Saidi.
Sofia Saïdi, née le 16 décembre 1995 à Rabat, est une mannequin et animatrice de télévision marocaine sacrée Miss Arab World, au sein du concours  concours de beauté World Next Top Model, en 2019 et 2020,,,.

## Biographie
Sofia Saïdi nait à Rabat, au Maroc. En 2018, elle obtient un Master en management stratégique et entrepreneuriat à Paris II Panthéon Assas, après l’obtention de son Master de Recherche à l'université de Versailles en Évolutions Stratégiques Technologiques et Organisationnelles,,. Elle se marie en 2022,.
En juin 2019, Sofia Saïdi rejoint le concours de beauté World Next Top Model sur MTV
 remportant le titre de Miss Arabe 2019,. Elle est à nouveau sacrée Miss Arabe en 2020,,,.
Elle remporte le prix de la meilleure présentatrice arabe lors de la 14e édition du festival du film de Maratea, alors qu'elle est animatrice de l'émission MBC trending, diffusée sur MBC1 et MBC Iraq .